# Infotainment
Infotainment, česky infozábava je zpravodajství, které podřizuje výběr témat a jejich zpracování účelu vyvolat emoce a pobavit. 
Slovo se řadí mezi anglicismy a blendy, jde o složeninu z anglických výrazů information a entertainment – informace a zábava.
Bývá vnímáno jako nedostatečně seriózní zpravodajství (spor broadsheet vs. tabloid, mísení zpráv, názorů a senzací) nebo protiklad investigativní žurnalistiky (spor podrobná znalost vs. efektivnost).
Infotainment vznikl v USA v 70. letech 20. století ve spojení s nástupem kabelových televizí, později si ho osvojila i ostatní média. Cílem bylo využít vlastností zábavních pořadů s velkou sledovaností ve zpravodajství, kde je původní tvorba zpráv finančně náročná. Slovo (ve verzi s R, tedy infortainment) vzniklo mezi 5. a 7. dubnem 1974 na sněmu radiových stanic Intercollegiate Broadcasting System (IBS). Ke konci 70. let se začala více používat verze bez R, která do současnosti převládla.

## Charakteristika

### Typické vlastnosti
- familiérní vystupování moderátorů (tykání, vzájemné oslovování, tón hlasu)
- dramaturgie zpravodajského bloku obsahující několik dramatických (emočních) vrcholů a zklidnění, poslední téma zpravidla zklidňující (např. zvířátka ze zoo)
- navozuje pocit „jsme s vámi“, kterým si snaží podvědomě získat důvěru diváků (např. u zpráv o nových poplatcích, daní, administrativních opatřeních atd.)
- zpráva má příběh s napětím a překvapením, do kterého vstupují osobními postoji moderátoři ve studiu a s živými vstupy v terénu. Důležitá je možnost konzumenta se ztotožnit s emocemi moderátora.[2]
- výběr zpráv se zaměřuje na prioritně na lokální nebo regionální, dále na domácí obecně a nejméně na zahraniční zprávy. Důležitá je možnost konzumenta se ztotožnit s příběhem procedurálně a geograficky (např. havárie na dálnici D1).
- využívá anketních názorů několika obyčejných lidí, před odborníky. Názory uměle vyváženy na kladné i záporné. Pro konzumenta možnost kolektivního prožitku.[1]
- cílovou skupinou jsou lidé se základním vzděláním, kterým se obsah přizpůsobuje; v případech, kdy by bylo přínosem jít více do hloubky a do detailu, zůstává infotainment povrchní až kýčovitý. Jako určité plus může být hodnocena snaha vytvořit alternativou k odbornému až akademickému podávání informací, které mnoho lidí považuje za suché, nepoutavé a nestravitelné.
- ilustrativnost, ukazování na příkladech; za nedávný vrchol infotainmentu v českém prostředí byl médii korunován „malý experiment“ komerční TV Nova, který objevil, že voda při teplotě -15 °C po dvou hodinách zmrzne.[3][4]

### Sporná pozice v rámci žurnalismu
O tom, zdali infotainment ještě patří do žurnalismu, nepanuje shoda – někteří mají za to, že nikoliv a že žurnalismus je omezen pouze na přinášení vážných a relevantních témat, kdy dodržení standardu žurnalismu je na zpravodajci; jiní se kloní k tomu, že do žurnalismu by se dalo zařadit jejich komentování, publicistika, tzv. „soft news“ a též infotainment.

### Infotainment v kontextu ostatních zpráv
Samotné zprávy lze dělit na:
- hard news – s důrazem na původní obsah, analýzu, kontext, význam pro společnost; týkají se vážných (důležitých, relevantních) událostí[5]
- soft news – (někdy zaměňované za „komentované zprávy“) spíše převzaté, emočně laděné, včetně jejich subjektivního komentování; netýkají se vážných (důležitých, relevantních) událostí[6]
- junk food news (volný překlad: zpravodajské blafy) – sardonický výraz pro senzacechtivé, nerelevantní a neseriózní zprávy
  - občas je na hranici se skrytou reklamou (často se pojí s konkrétní značkou, výrobkem atd., s kterým je spojena nějaká nepříliš významná propagační událost)
  - často jde tzv. „self-promotion“ – sebepropagace (např. televizní stanice prezentuje jako „zprávu“, že za pár minut na tomto kanálu začíná přenos jí produkovaného programu (talent/reality show apod.))
  - nahlížení do soukromí mediálních, celebrit (drby), kdy je několik minut věnováno například namoženému tříslu toho kterého brankáře či nové barvě vlasů či plastické operaci té které zpěvačky; mohou být i velmi invazivní vůči jejich soukromí; v tištěné podobě převládající v bulvárním tisku a v té audiovizuální v infotainmentu nebo (od 90. let) v televizních pořadech na toto se specializujících.
  - typické je i to, že nejde o poslední vývoj určité události, která by do posledního okamžiku nebyla známá – může jít o různá výročí, bezobsažné zprávy o vývoji počasí, např. že dnes byl mimořádně teplý/studený den, nebo byl vhodný vítr na pouštění draka; svátky (např. sv. Valentýn); všeobecně známé události, např. že je první školní den nebo se rozdávala vysvědčení; méně relevantní výročí, např. výročí smrti nějaké mediálně známé osobnosti), dále o zhodnocení nějaké minulé události (např. po uplynutí „prvních 100 dnů hájení“ nové vlády nebo vypršení politického slibu nebo časového termínu např. na určitou stavbu).
  - zprávy vytvořené z nějakého (více nebo méně zajímavého) statistického výsledku nebo závěru
  - zprávy dotýkajících se nebo přímo patřících do jiných (tematických, stylistických) oborů; například to, jak si počínala ta která burza; nebo zprávy o již dlouho známých trendech

## Názory na infotainment
- Podle Petra Duhana není jediný mezi českými deníky, který by nepracoval s infotainmentem.[7][8]
- Karel Hvížďala tyto deníky označuje také za pop-noviny.
- Tento trend infotainmentu není jen v tisku ale ve zpravodajství všech masových medií. Podle Petra Žantovského je hlavní zpravodajství televize Nova ještě níže pod úrovní infotainmentu.[9]
- František Koukolík ve své přednášce Vzpoura deprivantů o infotainmentu říká, že „nemá společného nic se zábavou a nemá společného nic s informacemi“ a též, že typická pro ni je „tříšť“ navzájem nesouvisejících a povrchních vjemů, jež má zřejmě vytvořit a simulovat dojem komplexnosti.[10]

## Jiné významy
Slovo infotainment, někdy v sousloví infotainment system, se také vyskytuje v automobilovém průmyslu a v menší míře v souvislosti s jinými dopravními prostředky, např. v letecké dopravě. V tomto případě znamená zábavu pro spolujezdce a pasažéry (např. filmy a hry pouštěné za jízdy), s možnou kombinací (v případě automobilů) informací o jízdě pro řidiče.